# Channa baramensis
Channa baramensis är en fiskart som först beskrevs av Steindachner, 1901.  Channa baramensis ingår i släktet Channa och familjen Channidae. Inga underarter finns listade i Catalogue of Life.